# Las Rozas Black Demons 2019
Questa voce raccoglie le informazioni riguardanti i Las Rozas Black Demons nelle competizioni ufficiali della stagione 2019.

## Roster
| Roster dei Las Rozas Black Demons (2019) |
| --- |
| Quarterback - 1 Trenton Jones Running Back - 6 Carlos Granda - 43 Enmanuel Ávila - 31 Guillermo Mínguez - 40 Jaime Bahón - 45 Marcos de la Mata Wide Receiver - 3 Evan Altizer - 30 Federico Martínez - 83 Fernando Bujanda - 86 Gonzalo Hernández - 84 Hakeem Salgado - 85 Ignacio Ortiz - 10 Jesús Pérez - 81 Jorge Pérez Bravo - 80 José Manuel Ferrón - 19 Ricardo Sánchez - 11 Sergio Condes Tight End - 88 Alvaro de Ramón TE/DE - 90 Miguel Alonso TE/DE Offensive Linemen - 61 Borja Carpintero OL/DL - 59 Brian Velasquez OL/DL - 77 Carlos Carrasco Sanz OL/DE - 71 Javier Condés OL/DT - 71 Jorge Suarez - 91 Juan Pablo Hernando Boston OL/DL - 68 Pablo Redondo Defensive Linemen - 66 Alejandro Alonso DE - 97 Cristian Oliveira - 95 Daniel Lopez DE - 92 Dario Hernández DE - 94 Diego Varela - 43 Javier Cuevas DL/FB - 78 Juan Pedro Arnau DT - 52 Ricardo Sepulcre DT Linebacker - 9 Alejandro Alvarez - 46 Alejandro Sepulcre - 51 Daniel Ruiz - 53 Pablo Rodriguez - 58 Rubén Cuevas - 49 Sergio Ruiz Defensive Back - 23 Carlos Garcia Sorondo - 12 Daniel Vigil - 21 Ignacio Cordero - 20 Julio Aguado - 22 Pablo de Diego - 25 Rafael Catalan - 2 Santiago De Andres Special Team - 7 Fernando García Alcaide K/WR Coaching staff Sebastian López (HC) · Rafael Varela (QB/WR) · Daniel Santiago (OL) · Ruben Rodriguez (DC) · Nacho Pinilla (DL) · Miguel Maluenda (DB) |

## LNFA Serie A 2019

### Stagione regolare
| Las Rozas de Madrid 20 gennaio 2019, ore 12:00 | Las Rozas Black Demons | 41 – 6 referto | Murcia Cobras | Campo de Rugby El Cantizal |

| Fuengirola 3 febbraio 2019, ore 12:00 | Fuengirola Potros | 8 – 64 referto | Las Rozas Black Demons | Polideportivo Elola |

| Las Rozas de Madrid 10 febbraio 2019, ore 13:00 | Las Rozas Black Demons | 49 – 0 referto | Granada Lions | Campo de Rugby El Cantizal |

| Santiago di Compostela 24 febbraio 2019, ore 12:00 | Santiago Black Ravens | 0 – 68 referto | Las Rozas Black Demons | Campo de fútbol municipal de As Cancelas |

| Murcia 2 marzo 2019, ore 17:00 | Murcia Cobras | 39 – 34 referto | Las Rozas Black Demons | Estadio José Barnés |

| Las Rozas de Madrid 16 marzo 2019, ore 17:00 | Las Rozas Black Demons | 47 – 20 referto | Fuengirola Potros | Campo de Rugby El Cantizal |

| Maracena 23 marzo 2019, ore 16:30 | Granada Lions | 0 – 58 referto | Las Rozas Black Demons | Ciudad Deportiva |

| Las Rozas de Madrid 6 aprile 2019, ore 17:00 | Las Rozas Black Demons | 24 – 6 referto | Gijón Mariners | Campo de Rugby El Cantizal |

### Playoff
| 28 aprile 2019 | Las Rozas Black Demons | 63 – 40 | Valencia Firebats |  |

| 11 maggio 2019 | Camioneros de Coslada | 13 – 33 | Las Rozas Black Demons |  |

| Murcia 25 maggio 2019 | Badalona Dracs | 47 – 6 | Las Rozas Black Demons |  |

## LMFA9 2019

### Stagione regolare
| Las Rozas de Madrid 19 gennaio 2019, ore 18:30 | Las Rozas Black Demons | 6 – 12 referto | Madrid Capitals | Campo El Cantizal |

| Las Rozas de Madrid 2 febbraio 2019, ore 17:00 | Las Rozas Black Demons | 21 – 7 referto | Tres Cantos Jabatos | Campo El Cantizal |

| Alcobendas 16 febbraio 2019, ore 12:00 | Osos de Rivas | 14 – 0 referto | Las Rozas Black Demons | Polideportivo Municipal Jose Caballero |

| Las Rozas de Madrid 9 marzo 2019, ore 12:00 | Las Rozas Black Demons | 45 – 6 referto | Toros de Madrid | Campo El Cantizal |

| Rivas-Vaciamadrid 23 marzo 2019, ore 16:00 | Alcorcón Smilodons | 13 – 51 referto | Las Rozas Black Demons | Polideportivo Cerro del Telégrafo |

| Las Rozas de Madrid 6 aprile 2019, ore 12:00 | Las Rozas Black Demons | 40 – 0 referto | Pinto Goldbats | Campo El Cantizal |

| Majadahonda 27 aprile 2019, ore 14:30 | Majadahonda Wildcats | 1 – 0 referto | Las Rozas Black Demons | Campo de Fútbol Americano Valle del Arcipreste |

### Playoff
| Majadahonda 9 giugno 2019, ore 10:00 | Majadahonda Wildcats | 23 – 26 referto | Las Rozas Black Demons | Campo de Fútbol Americano Valle del Arcipreste |

| Alcobendas 15 giugno 2019, ore 12:00 | Las Rozas Black Demons | 17 – 21 referto | Osos de Rivas | Polideportivo Municipal Jose Caballero |

## XXIV Copa de España

### Fase a eliminazione diretta
| 9 novembre 2019, ore 17:00 | Las Rozas Black Demons | 20 – 0 | Murcia Cobras |  |

| 24 novembre 2019, ore 16:00 | Las Rozas Black Demons | 31 – 13 | Camioneros de Coslada |  |

| El Masnou 15 dicembre 2019, ore 13:30 | Badalona Dracs | 15 – 3 referto | Las Rozas Black Demons | Atletic Masnou Futbol |

## Statistiche di squadra
| Competizione            | %Vittorie | In casa | In casa | In casa | In casa | In casa | In casa | In trasferta | In trasferta | In trasferta | In trasferta | In trasferta | In trasferta | Totale | Totale | Totale | Totale | Totale | Totale |
| Competizione            | %Vittorie | G       | V       | N       | P       | Pf      | Ps      | G            | V            | N            | P            | Pf           | Ps           | G      | V      | N      | P      | Pf     | Ps     |
| ----------------------- | --------- | ------- | ------- | ------- | ------- | ------- | ------- | ------------ | ------------ | ------------ | ------------ | ------------ | ------------ | ------ | ------ | ------ | ------ | ------ | ------ |
| LNFA Stagione regolare  | .875      | 4       | 4       | 0       | 0       | 161     | 32      | 4            | 3            | 0            | 1            | 224          | 47           | 8      | 7      | 0      | 1      | 385    | 79     |
| LNFA Playoff            | .667      | 1       | 1       | 0       | 0       | 63      | 40      | 2            | 1            | 0            | 1            | 39           | 60           | 3      | 2      | 0      | 1      | 102    | 100    |
| LMFA9 Stagione regolare | .571      | 4       | 3       | 0       | 1       | 112     | 25      | 3            | 1            | 0            | 2            | 51           | 28           | 7      | 4      | 0      | 3      | 163    | 53     |
| LMFA9 Playoff           | .500      | 1       | 0       | 0       | 1       | 17      | 21      | 1            | 1            | 0            | 0            | 26           | 23           | 2      | 1      | 0      | 1      | 43     | 44     |
| Coppa                   | .667      | 2       | 2       | 0       | 0       | 51      | 13      | 1            | 0            | 0            | 1            | 3            | 15           | 3      | 2      | 0      | 1      | 54     | 28     |
| Totale                  | .696      | 12      | 10      | 0       | 2       | 404     | 131     | 11           | 6            | 0            | 5            | 343          | 173          | 23     | 16     | 0      | 7      | 747    | 304    |